# Mycetophila viridipes
Mycetophila viridipes är en tvåvingeart som beskrevs av Freeman 1951. Mycetophila viridipes ingår i släktet Mycetophila och familjen svampmyggor. Inga underarter finns listade i Catalogue of Life.